# MPEG
MPEG (Moving Picture Experts Group - Grup d'experts en imatges en moviment) era originàriament un grup encarregat del desenvolupament de normes de codificació per a àudio i vídeo. Va ser format pel Comitè Tècnic per a la Tecnologia de la Informació ISO/IEC JTC 1, de l'ISO (Organització Internacional per a l'Estandardització). Des de la seva primera reunió el 1988, l'MPEG ha crescut fins a incloure 350 membres de diferents indústries i universitats. La designació oficial del MPEG és ISO/IEC JTC1/SC29 /WG11. L'MPEG ha normalitzat diversos formats de compressió i normes auxiliars.

## Sub Grups
"ISO/IEC JTC1/SC29/WG11 - La codificació d'imatges i àudio en moviment" tenen els següents Sub Grups (SG):
- Requisits
- Sistemes
- Vídeo
- Àudio
- Compressió de Gràfics 3D
- Proves
- Comunicació

## Cooperació amb altres grups
- Joint Video Team

Joint Video Team (JVT) és un projecte conjunt entre ITU-T SG16/Q.6 - VCEG (Video Coding Experts Group) i ISO/IEC JTC1/SC29/WG11 - MPEG per al desenvolupament de noves recomanacions sobre codificació i l'estandardització internacional. Es va formar el 2001 i el seu principal resultat ha estat H.264/MPEG-4 AVC (MPEG-4 Part 10).
- Joint Collaborative Team on Video Coding

Joint Collaborative Team on Video Coding (JCT-VC) és un grup d'experts de codificació de vídeo de la ITU-T Grup d'Estudi 16 (VCEG) i ISO/IEC JTC 1/SC 29/WG 11 (MPEG). Fou creat el 2010 per desenvolupar la codificació de vídeo d'alta eficiència, una nova generació estàndard de codificació de vídeo que redueix un 50% la taxa de dades necessàries per a la codificació de vídeo d'alta qualitat, en comparació de l'actual estàndard ITU-T H.264 / ISO/IEC 14496-10. JCT-VC està co-dirigit per Jens-Rainer Ohm i Gary Sullivan.

## Estàndards
- MPEG-1 (1993):

Codificació d'imatges en moviment amb àudio associat per l'emmagatzematge de multimèdia a 1.5 Mbit/s (ISO/IEC 11172). Va ser la primera MPEG compresora d'àudio i vídeo. Fou bàsicament dissenyada perquè les imatges en moviment i el so es poguessin codificar dintre de la taxa de bits d'un CD (disc compacte). També es podia utilitzar amb un CD de vídeo i amb un DVD de vídeo a baixa qualitat. S'utilitzava al servei d'un satèl·lit o cable de TV abans que l'MPEG-2 s'esdevingué popular. Inclou el conegut MPEG-1 Audio Layer III (MP3) format de compressió d'àudio digital.
- MPEG-2 (1995):

Codificació genèrica d'imatges en moviment amb àudio associat (ISO/IEC 13818). Transporta l'àudio i el vídeo estàndard per una emissió a la televisió de qualitat. Es considera important perquè va ser escollida com l'esquema de compressió per la televisó digital (DTV), DVB i ISDB, Dish Network, senyals de televisions per cable, SVCD i DVD.
- MPEG-4 (1998):

Codificació d'objectes audiovisuals (ISO/IEC 14496). Utilitza eines més avançades i més complexes per arribar a factors més alts que a l'MPEG-2. A més a més s'acosta a aplicacions gràfiques d'ordinador. I en un context més complex, l'MPEG-4 es converteix en un processador de renderització i la sèrie de bits comprimida descriu formes i textures de superfícies tridimensionals.
- MPEG-7 (2002):

Interfície de descripció de contingut multimèdia (ISO/IEC 15938). Consisteix en una representació estàndard de la informació audiovisual que permet la descripció de continguts.
- MPEG-21 (2001):

Infrastructura multimèdia (ISO/IEC 21000). Proporciona protecció i gestió de la propietat intel·lectual.
D'altra banda, més recentment, MPEG ha començat a seguir estàndards internacionals; cadascun dels estàndards suporten múltiples tecnologies MPEG per a alguna forma d'aplicació. (Per exemple, MPEG-A inclou una sèrie de tecnologies per a aplicacions multimèdia).
- MPEG-A (2007):

Format d'aplicació multimèdia (ISO/IEC 23000). Prové de les seves sigles en anglès MAF, un MAF integra diferents estàndards pertanyents a MPEG (per exemple: l'estàndard de l'arxiu per al seu emmagatzematge, perfils de codificació o eines per codificar les metadades) per a un cert tipus d'aplicació: formats de les aplicacions multimèdia, aplicació de reproducció de música en formats MPEG, aplicació de reproducció de fotos en formats MPEG i d'altres.
- MPEG-B (2006):

Tecnologies amb sistema MPEG (ISO/IEC 23001). Proveeix una forma estàndard per codificar documents XML (Extensible Markup Language). Permet el que els dispositius rebin documents XML encara que aquests es trobin comprimits i s'obtenen taxes de compressió altes en utilitzar esquemes compartits entre el codificador i descodificador. (per exemple: el format binari MPEG per XML, la sintaxi de descripció de llenguatge del flux de bits (BSDL), entre d'altres).
- MPEG-C (2006):

Tecnologies amb vídeo MPEG (ISO/IEC 23002). Especifica com han de ser codificades les informacions auxiliars, per exemple: com és la profunditat relacionada al píxel.
- MPEG-D (2007):

Tecnologies amb àudio MPEG (ISO/IEC 23003). Proveeix una forma de transformar l'àudio creant un pont entre l'estèreo i els multi-canals. Per exemple: Surround MPEG, SAOC - Codificació d'objectes d'àudio espacial i Codificació unificada d'àudio i la parla (USAC).
- MPEG-DA (2012):

Tecnologies d'informació (DASH) (ISO/IEC 23009). Proveeix un estàndard per permetre la interoperativitat del servei de streaming sobre HTTP entre servidors i dispositius, que promoguin el creixement del mercat per poder estar disponibles en múltiples dispositius (televisors, tauletes, mòbils).
Part 1 - Formats de descripció de la presentació i segmentació de mitjans.
- MPEG-E (2007):

Programari intermediari multimèdia (ISO/IEC 23004). Conegut com a M3W. Per exemple: arquitectura, interfície de programació multimèdia (API), models de components, gestió de recursos i qualitat, descàrrega de components, gestió d'integritat, entre d'altres.
- MPEG-H (2013):

Codificació d'alta eficiència i lliurament de multimèdia dins de medis heterogenis (ISO/IEC 23008). Aquest estàndard busca que els continguts estiguin disponibles per a diferents tipus de dispositius (televisors, ordinadors, tablets, mòbils), mitjançant diferents tipus de distribució i conservant certa qualitat en l'experiència d'usuari.
Part 1 - Mitjans de transport MPEG.
Part 2 - Codificació de vídeo d'alta eficiència.
Part 3 - Àudio 3D.
- MPEG-M (2010):

Programari intermediari extensible d'MPEG (MXM) (ISO/IEC 23006) Proveeix un estàndard que permet el disseny d'aplicacions MXM que puguin accedir a tecnologia multimèdia continguda en els motors MXM (per exemple: arquitectura i tecnologies MXM, API, protocols MPEG programari intermediari extensible (MXM).
- MPEG-U (2010):

Interfícies d'usuaris del mitjà enriquit (ISO/IEC 23007). Busca oferir una interfície d'usuari enriquida semblant entre diferents dispositius per obtenir una experiència d'usuari unificada i de qualitats similars (per exemple: un giny). També hi ha la possibilitat d'actualitzar la interfície de manera contínua i integrar diversos mitjans (text, àudio, vídeo, gràfiques 2D i 3D).
- MPEG-V (2011):

Context i control del mitjà (ISO/IEC 23005). Aquest estàndard busca ampliar l'experiència de l'usuari donant-li la capacitat d'interactuar amb el contingut de diferents maneres (per exemple: les característiques de l'avatar, la informació sensorial, l'arquitectura, entre altres).

## Fotogrames
Hi ha tres tipus de fotogrames que pot arribar a obtenir la codificació MPEG en algunes de les seves variants. Tots els algoritmes de compressió d'imatge en moviment funcionen seguint aquests principis generals.
- Imatges I (Intra):codificades íntegrament sense referència a altres imatges. Només es fan servir les tècniques de compressió espacial o intraframe del tipus de les emprades en el JPEG. Tota la informació està continguda en elles mateixes i, per tant, són els punts de referència de la seqüència. Òbviament són les que ocupen més memòria però quantes més n'hi hagi més qualitat podrà tenir la imatge i més ràpid podrà ser l'accés aleatori. Cal buscar doncs equilibris entre els resultats de compressió i qualitat desitjats i el nombre d'I-frames. Fent servir I- frames els primers artefactes comencen a aparèixer a partir de ratios de 6:1.
- Imatges B (Bidireccionals):es calculen per interpolació lineal simple, és a dir per mitjana a partir de les imatges I o P més properes, anterior i posterior, per la qual cosa s'anomenen bidireccionals. Són clarament les més comprimides però els possibles errors que incorporen no es propaguen, doncs mai no es fan servir de referència per altres fotogrames.
- Imatges P (PredicAves):es calculen a partir de la imatge I o P anterior emprant els vectors d'estimació de moviment deduïts de l'anàlisi del desplaçament dels blocs diversos entre trames successives. Òbviament es comprimeixen més que les I.